# Aanvallen op toeristen in Jemen in maart 2009
Op 15 en 18 maart 2009 vonden er in Jemen twee terroristische aanvallen plaats op Zuid-Koreaanse toeristen.
Op 15 maart werden vier Zuid-Koreaanse toeristen en hun Jemenitische gids gedood bij een bomaanslag in Shibam, een stad die op de Unesco-Werelderfgoedlijst staat en ook wel het "Manhattan van de woestijn" wordt genoemd. De aanslag werd met een bommengordel uitgevoerd door een zelfmoordterrorist toen de toeristen op een heuvel waren geklommen om de stad te fotograferen. Drie andere Zuid-Koreanen raakten gewond. Over de identiteit van de dader was onenigheid. Het zou gaan om een tiener die zichzelf opblies nadat hij met de toeristen had geposeerd voor foto's. Aanvankelijk linkte men de dader aan Al Qaida, maar een later verslag vermeldde dat hij zou zijn misleid om een bommengordel te dragen.
Drie dagen later, op 18 maart, werd een Zuid-Koreaanse delegatie van regeringsafgevaardigden en familieleden van de slachtoffers van de aanslag van 15 maart ook het doelwit van een zelfmoordaanslag toen zij zich verplaatsten van hun hotel in de hoofdstad Sanaa naar de luchthaven. Volgens verslagen wandelde de man tussen twee wagens van het konvooi in en blies hij zichzelf op. Bij deze aanval kwam enkel de terrorist zelf om het leven. Jemenitische veiligheidsofficieren vonden een stuk van de identiteitskaart van de terrorist, waaruit bleek dat het ging om een twintigjarige student.